# Jean de Neufville

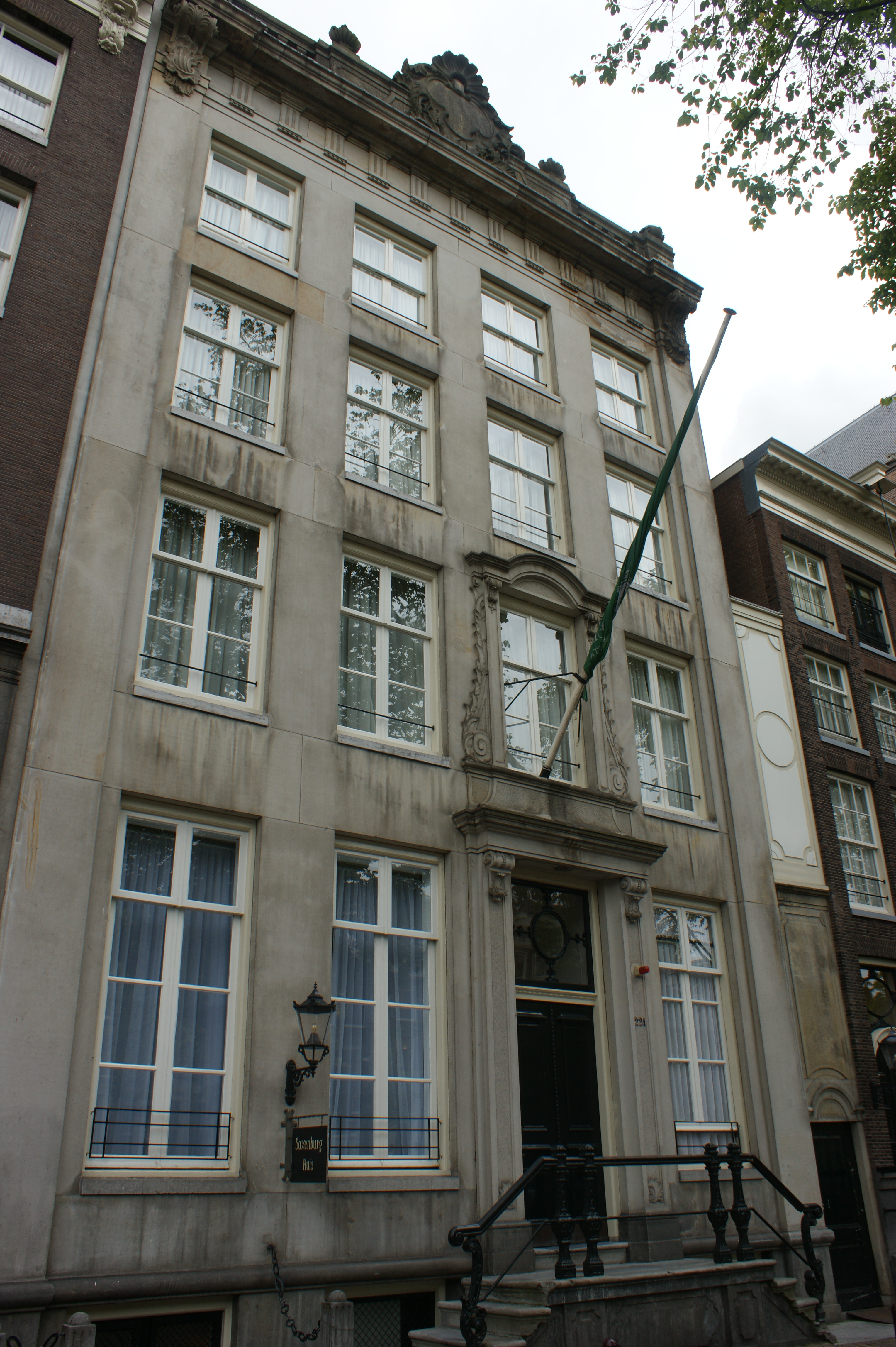
Saxenburg, Keizersgracht 224

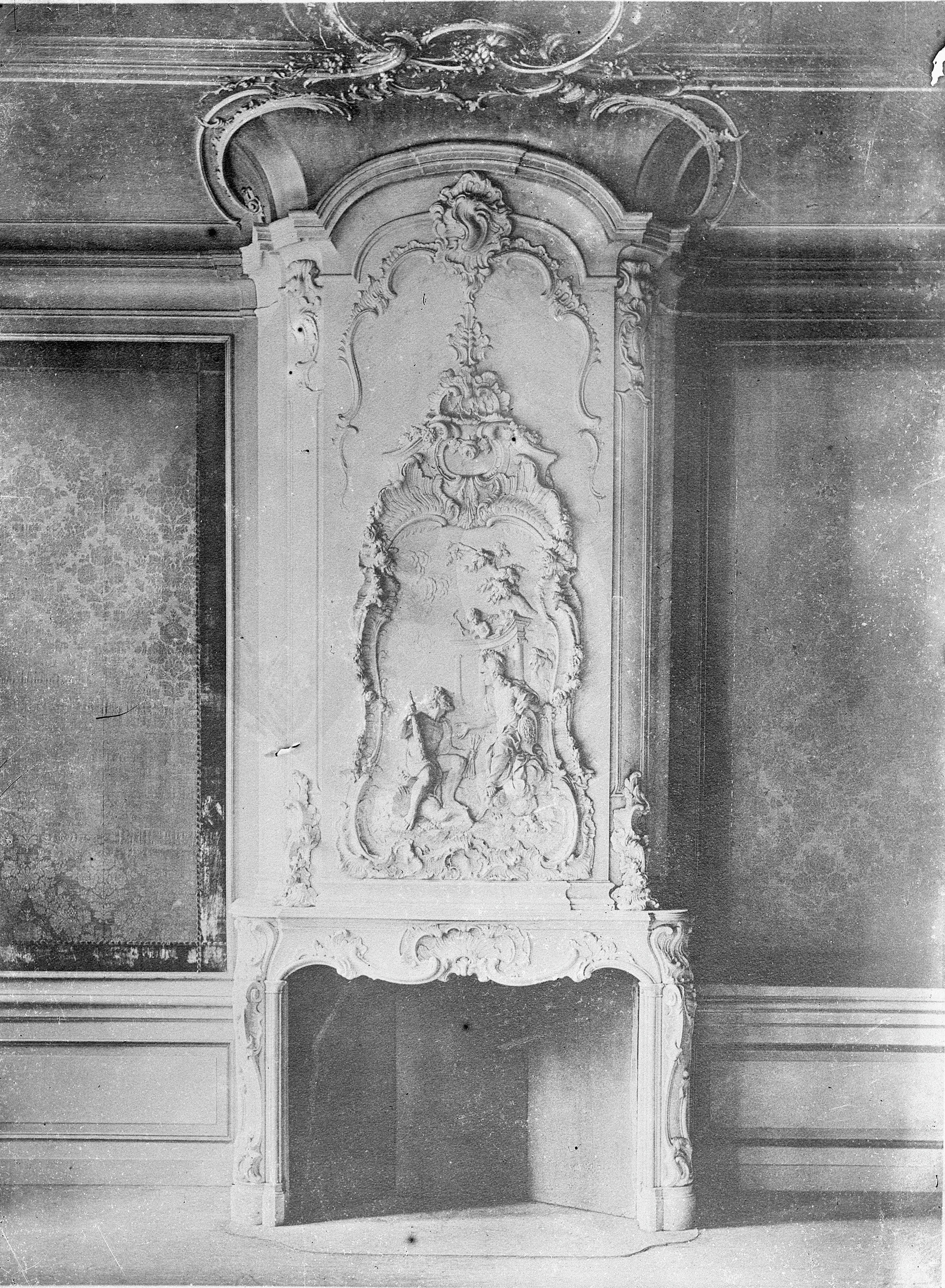
schoorsteen op Keizersgracht 224

Jean de Neufville of John de Neufville (Amsterdam, 25 mei 1729 - Cambridge, Massachusetts, december 1796) was een Amsterdamse bankier die op 4 september 1778 in Aken een ontmoeting had met de Amerikaanse gezant William Lee en daarbij in naam van de stad steun toezegde aan de gezant en de opstandelingen.

## Biografie
Jean was de zoon van Leendert de Neufville Jansz (1698-1762) en Agneta de Wolff (1703-1750). De doopsgezinde Jean trouwde in 1753 met Cornelia de Neufville (-1777) uit Haarlem. In 1755 werd zijn zoon Leendert geboren. Hij had een neef Leendert Pieter de Neufville die in 1763 bankroet ging. In 1765 kocht De Neufville Keizersgracht 224 dat hij geheel liet verbouwen. In 1776 kocht hij Wester-Amstel.
De Neufville handelde op de West-Indies: St. Eustatius, St. Croix en St. John. Al in 1761 deed hij zaken in Amerika. In 1769 begon hij in compagnonschap een katoendrukkerij. In 1773 kocht hij een aantal plantages in Suriname; hij verkocht zijn aandeel in 1778. In 1779 kocht De Neufville 29km² land in Zuid-Carolina; zijn zoon in Albany County. Hij begon met het rechtstreeks verschepen van goederen (o.a. wapens) naar de V.S; Frankrijk was daar al mee begonnen. De Neufville was destijds woonachtig in het pand Saxenburg op Keizersgracht 224. Een van de gasten die hij in zijn huis ontving, was John Paul Jones, een vooraanstaande figuur tijdens de Amerikaanse Onafhankelijkheidsoorlog.
In september 1780 werd het schip de Mercury op de terugweg bij Newfoundland door de Engelsen in beslag genomen. Het concept-verdrag van 1778, opgeborgen in een loden kist, dat door koopman Henry Laurens, afkomstig uit Zuid-Carolina, overboord werd gegooid, is opgevist. Laurens had de opdracht 10.000.000 gulden in de Republiek te lenen. De Engelse gezant Sir Joseph Yorke eiste genoegdoening. De eerder gesloten geheime overeenkomst tussen de heren Lee en De Neufville, die daartoe geen opdracht hadden, maar de goedkeuring kreeg van Engelbert François van Berckel gaf op 20 december aanleiding tot het verbreken van de banden tussen Engeland en de Republiek en de Vierde Engelse Zeeoorlog.
Op 1 maart 1781 kreeg De Neufville van John Adams opdracht voor rekening van het Congres een lening van ƒ 1.000.000 te openen. In 1782 verstrekte een consortium van banken een lening aan de VS voor een bedrag van vijf miljoen; er zouden nog vier miljoen volgen binnen enkele jaren. De Neufville verkocht het pand Saxenburg en het pakhuis daarachter op Prinsengracht 321.
Zijn handelsbedrijf ging in april 1783 failliet. In 1783 hertrouwde De Neufville met Anna Margaretha Langma(r)k, beide woonachtig in Neerlangbroek en vestigden zich naar verluidt in Bonn. Leendert emigreerde naar Boston om een nieuw bestaan op te bouwen. Zijn vader en stiefmoeder volgden in 1785. Vader en zoon deden eerst zaken in Newburyport en begonnen in 1786 een glasfabriek in Guilderland N.Y., vanwege het geschikte zand. Al in 1788 vroeg Leendert om financiële steun, maar in 1791 ging het bedrijf failliet. Leendert, die nog met George Washington correspondeerde, werd midden jaren negentig geestesziek. Hij stierf rond 1812 in een inrichting in Pennsylvania.
De weduwe kreeg na 1796 een uitkering van het Amerikaanse Congres. De glasfabriek maakte een doorstart als Albany Glass Works.